# ルート・ベイティア
ルート・ベイティア（スペイン語: Ruth Beitia Vila: スペイン語発音: [rut ˈβeitja], 1979年4月1日 - ）は、スペイン・サンタンデール出身の元女子陸上競技選手（走高跳）。アテネオリンピックから4大会連続でオリンピックに出場し、リオデジャネイロオリンピックでは金メダルを獲得した。2013年にはスポーツ功労勲章を授与された。

## 経歴

### 2008年以前
サンタンデール生まれであり、7歳で走高跳競技を始めた。1996年に初めてスペインを代表して国際大会に出場。1998年には1.89mを跳んでスペイン記録を樹立した。シニアデビューとなった大会はドイツ・ミュンヘンで開催された2002年ヨーロッパ陸上競技選手権大会であり、1.85mを跳んで11位となった。フランス・パリで開催された2003年世界陸上競技選手権大会でも1.90mを跳んで11位となった。2004年にギリシャ・アテネで開催されたアテネオリンピックでは1.89mで予選敗退に終わった。この大会では同じスペインのマルタ・メンディアが決勝に出場して10位となっている。2005年にスペイン・マドリードで開催されたヨーロッパ室内陸上競技選手権大会では1.99mを跳んで2位となったが、同年にフィンランド・ヘルシンキで開催された2005年世界陸上競技選手権大会では1.88mで予選敗退に終わった。ロシア・モスクワで開催された2006年世界室内陸上競技選手権大会では1.98mを跳んで3位となった。2007年8月4日には2.02mを跳んで自身のスペイン記録を更新した。

### 2008年-2012年
2009年にイタリア・トリノで開催されたヨーロッパ室内陸上競技選手権大会では1.99mを跳んで2位となり、同年にミュンヘンで開催された2009年世界陸上競技選手権大会では同じ記録で5位となった。ヘルシンキで開催された2012年ヨーロッパ陸上競技選手権大会では1.97mを跳んで優勝。しかし、2012年にイギリス・ロンドンで開催されたロンドンオリンピックでは2.00mを跳びながら4位に終わり、大会後に競技からの引退を表明した。この大会では2.05mを跳んだロシアのアンナ・チチェロワが金メダル、2.03mを跳んだアメリカ合衆国のブリゲッタ・バレットが銀メダル、同じく2.03mを跳んだロシアのスベトラーナ・シュコリナが銅メダルを獲得していた。しかし、2019年にシュコリナのドーピングが発覚しシュコリナの銅メダルが剥奪され、2021年に順位が繰り上げられてベイティアが銅メダルを獲得した。

### 2012年-2017年
失意のロンドンオリンピックの数か月後には引退を撤回した。2013年にスウェーデン・ヨーテボリで開催されたヨーロッパ室内陸上競技選手権大会では1.99mを跳んで優勝した。スイス・チューリヒで開催された2014年ヨーロッパ陸上競技選手権大会では2.01mを跳んで優勝し、オランダ・アムステルダムで開催された2016年ヨーロッパ陸上競技選手権大会では1.98mを跳んで優勝した。これによってヨーロッパ選手権3連覇を達成し、ヨーロッパ選手権で3連覇を達成した初の選手となった。
アメリカ合衆国・ポートランドで開催された2016年世界室内陸上競技選手権大会では2位となった。この大会時点でベイティアは36歳であり、同大会女子走高跳の最年長メダル記録を更新した。この大会の優勝はアメリカ合衆国のバシュティ・カニンガムであり、カニンガムはベイティアの年齢の半分の18歳だった。
2016年にはブラジル・リオデジャネイロで開催されたリオデジャネイロオリンピックに出場。1.88m、1.93m、1.97mをいずれも1回で成功させ、2.00mは3回とも失敗した。1.97m成功で4選手が並んだが、試技数が最小だったベイティアが金メダルを獲得した。ブルガリアのミレラ・デミレバが銀メダル、クロアチアのブランカ・ブラシッチが銅メダルを獲得している。オリンピック開催時点でベイティアは37歳であり、女子走高跳では最年長金メダル記録となった。スペインの女子選手がフィールド競技で獲得した初の金メダルである。なお、8日前に開催されていた七種競技では、ベルギーのナフィサトウ・ティアムとイギリスのカタリーナ・ジョンソン・トンプソンが走高跳で1.98mを跳んでいる。
2017年10月18日､リウマチ性関節炎の治療に専念するため引退を表明した｡

## 結果

### オリンピック競技結果
| 年   | 大会                         | 順位 | 記録  |
| ---- | ---------------------------- | ---- | ----- |
| 2004 | アテネオリンピック           | 16位 | 1.89m |
| 2008 | 北京オリンピック             | 7位  | 1.96m |
| 2012 | ロンドンオリンピック         | 4位  | 2.00m |
| 2016 | リオデジャネイロオリンピック | 1位  | 1.97m |

### 国際大会結果
| 年   | 大会                                     | 開催地                       | 順位 | 記録  |
| ---- | ---------------------------------------- | ---------------------------- | ---- | ----- |
| 1995 | ヨーロッパユースオリンピックデイズ       | イギリス・バース             | 5位  | 1.80m |
| 1996 | 世界ジュニア選手権                       | オーストラリア・シドニー     | 16位 | 1.79m |
| 1997 | ヨーロッパジュニア選手権                 | スロベニア・リュブリャナ     | 9位  | 1.82m |
| 1998 | 世界ジュニア選手権                       | フランス・アヌシー           | 8位  | 1.80m |
| 1999 | ヨーロッパU-23選手権                     | スウェーデン・ヨーテボリ     | 11位 | 1.82m |
| 2000 | 2000年イベロアメリカ陸上競技選手権大会   | ブラジル・リオデジャネイロ   | 4位  | 1.81m |
| 2001 | 2001年世界室内陸上競技選手権大会         | ポルトガル・リスボン         | 7位  | 1.93m |
| 2001 | ヨーロッパU-23選手権                     | オランダ・アムステルダム     | 1位  | 1.87m |
| 2001 | 2001年地中海競技大会                     | チュニジア・ラデス           | 4位  | 1.83m |
| 2002 | 2002年ヨーロッパ陸上競技選手権大会       | ドイツ・ミュンヘン           | 11位 | 1.85m |
| 2003 | 2003年世界室内陸上競技選手権大会         | イギリス・バーミンガム       | 5位  | 1.96m |
| 2003 | 2003年世界陸上競技選手権大会             | フランス・パリ               | 11位 | 1.90m |
| 2004 | 2004年世界室内陸上競技選手権大会         | ハンガリー・ブダペスト       | 9位  | 1.93m |
| 2004 | 2004年イベロアメリカ陸上競技選手権大会   | スペイン・ウエルバ           | 4位  | 1.88m |
| 2004 | アテネオリンピック                       | ギリシャ・アテネ             | 16位 | 1.89m |
| 2005 | 2005年ヨーロッパ室内陸上競技選手権大会   | スペイン・マドリード         | 2位  | 1.99m |
| 2005 | 2005年IAAFワールドアスレチックファイナル | モナコ・モンテカルロ         | 7位  | 1.89m |
| 2005 | 2005年地中海競技大会                     | スペイン・アルメリア         | 1位  | 1.95m |
| 2005 | 2005年世界陸上競技選手権大会             | フィンランド・ヘルシンキ     | 予選 | 1.88m |
| 2006 | 2006年世界室内陸上競技選手権大会         | ロシア・モスクワ             | 3位  | 1.98m |
| 2006 | 2006年ヨーロッパ陸上競技選手権大会       | スウェーデン・ヨーテボリ     | 9位  | 1.92m |
| 2006 | 2006年IAAFワールドアスレチックファイナル | ドイツ・シュトゥットガルト   | 6位  | 1.90m |
| 2007 | 2007年ヨーロッパ室内陸上競技選手権大会   | イギリス・バーミンガム       | 3位  | 1.96m |
| 2007 | 2007年世界陸上競技選手権大会             | 日本・大阪市                 | 6位  | 1.97m |
| 2008 | 2008年世界室内陸上競技選手権大会         | スペイン・バレンシア         | 4位  | 1.99m |
| 2008 | 北京オリンピック                         | 中国・北京                   | 7位  | 1.96m |
| 2009 | 2009年ヨーロッパ室内陸上競技選手権大会   | イタリア・トリノ             | 2位  | 1.99m |
| 2009 | 2009年世界陸上競技選手権大会             | ドイツ・ベルリン             | 5位  | 1.99m |
| 2010 | 2010年世界室内陸上競技選手権大会         | カタール・ドーハ             | 2位  | 1.98m |
| 2010 | 2010年イベロアメリカ陸上競技選手権大会   | スペイン・サン・フェルナンド | 1位  | 1.89m |
| 2010 | 2010年ヨーロッパ陸上競技選手権大会       | スペイン・バルセロナ         | 6位  | 1.95m |
| 2011 | 2011年ヨーロッパ室内陸上競技選手権大会   | フランス・パリ               | 2位  | 1.96m |
| 2011 | 2011年世界陸上競技選手権大会             | 韓国・大邱市                 | 16位 | 1.92m |
| 2012 | 2012年世界室内陸上競技選手権大会         | トルコ・イスタンブール       | 6位  | 1.95m |
| 2012 | 2012年ヨーロッパ陸上競技選手権大会       | フィンランド・ヘルシンキ     | 1位  | 1.97m |
| 2012 | ロンドンオリンピック                     | イギリス・ロンドン           | 3位  | 2.00m |
| 2013 | 2013年ヨーロッパ室内陸上競技選手権大会   | スウェーデン・ヨーテボリ     | 1位  | 1.99m |
| 2013 | 2013年世界陸上競技選手権大会             | ロシア・モスクワ             | 3位  | 1.97m |
| 2014 | 2014年世界室内陸上競技選手権大会         | ポーランド・ソポト           | 3位  | 2.00m |
| 2014 | 2014年ヨーロッパ陸上競技選手権大会       | スイス・チューリヒ           | 1位  | 2.01m |
| 2015 | 2015年ヨーロッパ室内陸上競技選手権大会   | チェコ・プラハ               | 5位  | 1.94m |
| 2015 | 2015年世界陸上競技選手権大会             | 中国・北京                   | 5位  | 1.99m |
| 2015 | 2015年IAAFダイヤモンドリーグ             | 2015年IAAFダイヤモンドリーグ | 1位  |       |
| 2016 | 2016年世界室内陸上競技選手権大会         | アメリカ合衆国・ポートランド | 2位  | 1.96m |
| 2016 | 2016年ヨーロッパ陸上競技選手権大会       | オランダ・アムステルダム     | 1位  | 1.98m |
| 2016 | リオデジャネイロオリンピック             | ブラジル・リオデジャネイロ   | 1位  | 1.97m |
| 2016 | 2016年IAAFダイヤモンドリーグ             | 2016年IAAFダイヤモンドリーグ | 1位  |       |
| 2017 | 2017年ヨーロッパ室内陸上競技選手権大会   | セルビア・ベオグラード       | 2位  | 1.94m |
| 2017 | 2017年世界陸上競技選手権大会             | イギリス・ロンドン           | 12位 | 1.88m |

## 自己ベスト記録
| 種類 | 記録   | 場所                           | 日付          |
| ---- | ------ | ------------------------------ | ------------- |
| 屋外 | 2.02 m | スペイン・サン・セバスティアン | 2007年8月4日  |
| 室内 | 2.01 m | ギリシャ・ピレウス             | 2007年2月24日 |